# Michela Fanini

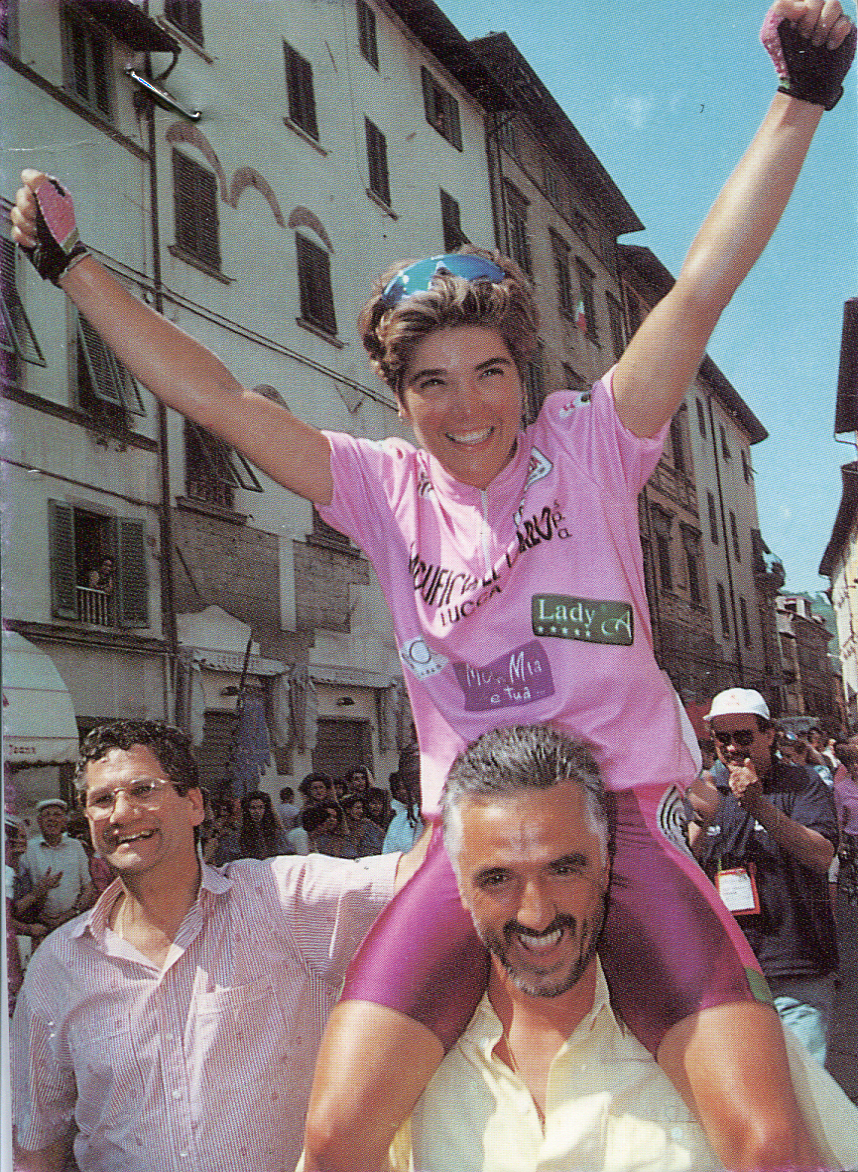
Michela Fanini nach ihrem Sieg beim Giro d’Italia Femminile 1994

Michela Fanini (* 23. März 1973 in Lucca; † 16. Oktober 1994 in Capannori) war eine italienische Radrennfahrerin.
1992, im Alter von 19 Jahren, wurde Michela Fanini Italienische Meisterin im Straßenrennen; im Jahr darauf zweite. 1993 belegte sie gemeinsam mit dem italienischen Team den dritten Platz im Mannschafts-Zeitfahren bei den Straßen-Weltmeisterschaften in Oslo.
1994 gewann Michela Fanini den Giro d’Italia Femminile sowie drei Etappen bei der Grande Boucle Féminine. Im Herbst desselben Jahres starb sie im Alter von 21 Jahren bei einem Unfall mit ihrem Auto.
Ihr Vater Brunello Fanini organisiert im Gedenken an sie jährlich den Giro della Toscana Femminile – Memorial Michela Fanini. Zudem gibt es das italienische Frauenteam „S.C. Michela Fanini“.